# 1952 en informatique
1951 en informatique - 1952 - 1953 en informatique
Cet article traite de l'année 1952 dans le domaine de l'informatique.

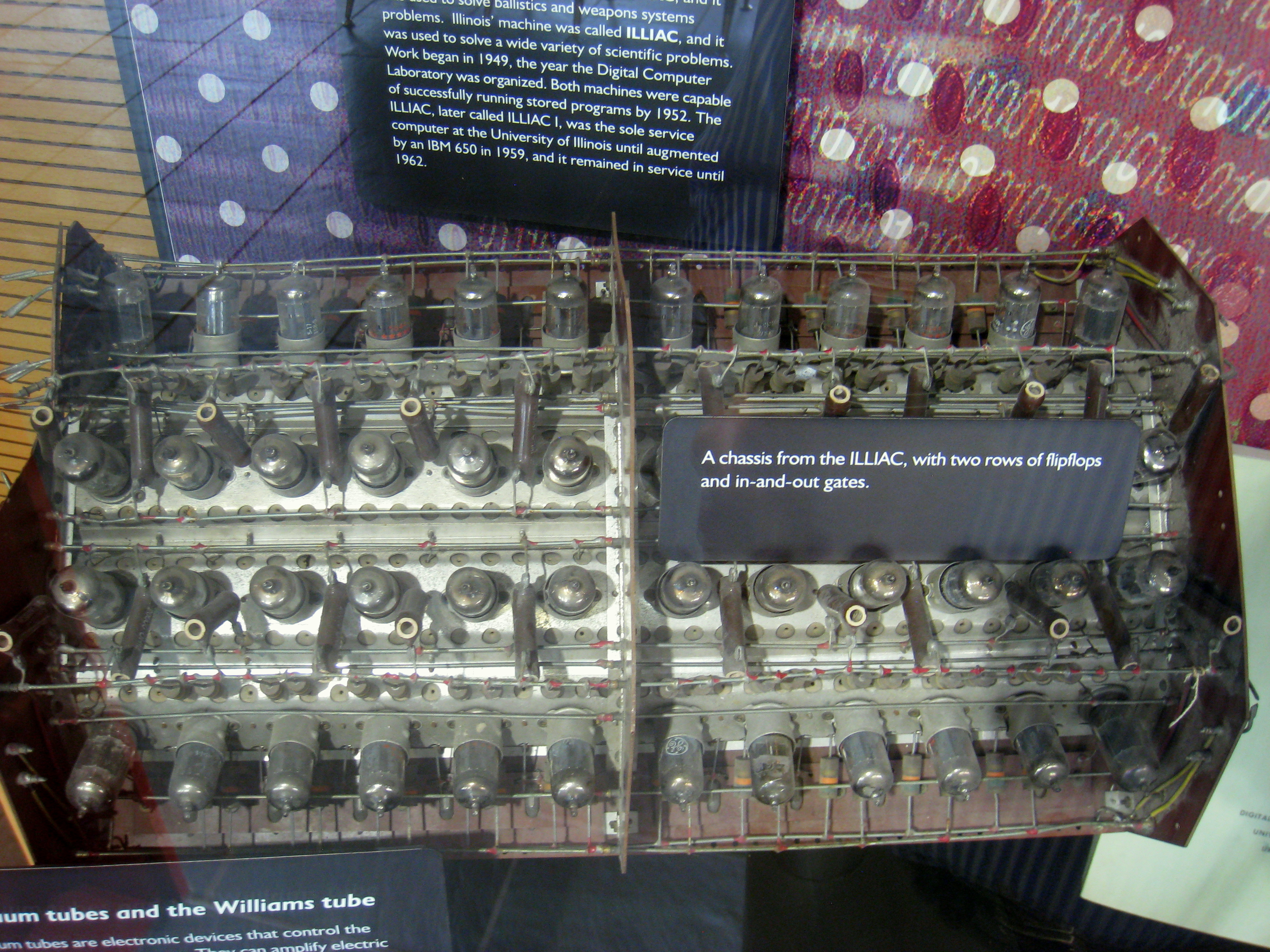
Châssis de l'ILLIAC 1

## Événements
- 22 septembre - Mise en service de l’ILLIAC I. Avec cet ordinateur, l'Université de l'Illinois est la première à disposer d'un ordinateur à architecture de von Neumann
- décembre - Mise en service du Harvard Mark IV
- L'Institut de Mathématiques Appliquées de Grenoble (IMAG) reçoit un calculateur analogique OME 40 de la Société d'électronique et d'automatisme. C'est le premier laboratoire « académique » français à recevoir un calculateur électronique. Cet « opérateur mathématique électronique » sert à la formation des chercheurs et des étudiants et à de nombreuses études techniques sous contrats avec des organismes publics ou privés : barrage de Roselend pour EDF, missiles pour Matra et les armées, dégrossissement de calculs à traiter ensuite numériquement chez IBM ou Bull[1].